# Astropecten spiniphorus
Astropecten spiniphorus är en sjöstjärneart som beskrevs av Madsen 1950. Astropecten spiniphorus ingår i släktet Astropecten och familjen kamsjöstjärnor. Inga underarter finns listade i Catalogue of Life.